# Bird Walk
Bird Walk är den första singeln från albumet iSouljaBoyTellEm. Soulja Boy uppträdde med denna låt i MTV, Made Head-to-Head Hip Hop Challenges medan han gjorde Bird Walk.

## Låtlistan
CD Single
1. Bird Walk (main version) 3:33
2. Bird Walk (Instrumental)

Download
1. Bird Walk

## Listplaceringar
| listan (2008)                                 | position |
| --------------------------------------------- | -------- |
| U.S. Billboard Bubbling Under Hot 100 Singles | 2        |
| U.S. Billboard Hot R&B/Hip-Hop Songs          | 40       |
| U.S. Billboard Hot Rap Tracks                 | 17       |